# قطعنامه ۱۴۸۱ شورای امنیت
قطعنامه ۱۴۸۱ شورای امنیت سازمان ملل متحد که در تاریخ ۱۹ مه ۲۰۰۳ تصویب شد، سندی بین‌المللی دربارهٔ دادگاه جنایی بین‌المللی برای یوگسلاوی سابق است. این قطعنامه طی نشست ۴۷۵۹ام با ۱۵ رای موافق، ۰ مخالف و ۰ ممتنع تصویب شد.